# Alakamisy (Antsirabe II)
Pour les articles homonymes, voir Alakamisy.
Alakamisy est une commune urbaine malgache, située dans la partie sud-est de la région de Vakinankaratra.